# Stazione di Sarcidano
La stazione di Sarcidano è una stazione ferroviaria posta nel comune di Isili, lungo la linea ferroviaria per Sorgono, dal 1997 utilizzata esclusivamente come ferrovia turistica. Posta a ridosso del lago artificiale di Is Barrocus, sino al 1956 fu scalo di diramazione della dismessa ferrovia Isili-Villacidro.

## Storia
L'impianto venne realizzato nella prima metà degli anni dieci del Novecento, epoca in cui si concretizzò il progetto di realizzazione del collegamento ferroviario a scartamento ridotto tra Isili e Villacidro, che si sarebbe diramato dalla preesistente linea per Sorgono. Proprio la scelta di non ubicare il bivio ferroviario a ridosso della stazione di Isili portò alla costruzione dello scalo di Sarcidano, realizzato pochi chilometri a nord dell'abitato isilese con un tratto in variante rispetto al tracciato originario della ferrovia per Sorgono. L'impianto, che trae il nome dalla subregione in cui è ubicato, fu attivato il 21 giugno 1915, data di inaugurazione della linea per Villacidro, venendo inizialmente gestito dalla Strade Ferrate Secondarie della Sardegna, (concessionaria della Isili-Sorgono) e dal 1921 dalla Ferrovie Complementari della Sardegna, gestore della Isili-Villacidro e di tutta la rete delle SFSS.
La stazione venne impiegata come scalo di diramazione per circa quattro decenni sino al 5 settembre 1956, data di cessazione dell'esercizio sulla linea per Villacidro, rimanendo comunque attiva per le relazioni ferroviarie tra Isili e Sorgono. Passata alla gestione governativa delle Ferrovie della Sardegna nel 1989, la stazione insieme alla linea per Sorgono fu chiusa al traffico ordinario a partire dal 16 giugno 1997, restando attiva solo per le finalità legate al servizio turistico Trenino Verde. Da allora l'impianto, che dal 2010 è gestito dall'ARST, viene utilizzato quasi esclusivamente nel periodo estivo restando per il resto dell'anno pressoché privo di traffico. Gli edifici della stazione sono stati in seguito oggetto di un intervento di restauro alla fine degli anni dieci.

## Strutture e impianti
La stazione di Sarcidano sorge a ridosso del lago artificiale di Is Barrocus ed è dotata complessivamente di tre binari a scartamento ridotto. Tra essi quello posto più vicino agli edifici di stazione è il binario di corsa della Isili-Sorgono, da cui se ne dirama uno di incrocio ad esso parallelo. Da quest'ultimo, dotato di un prolungamento tronco in direzione Sorgono, ha inoltre origine un tronchino che conduceva verso la piattaforma girevole dello scalo, ancora presente ma isolata dai binari. Compresi tra i due binari passanti si trovano altrettanti rifornitori idrici, a cui si aggiunge un serbatoio d'acqua a cisterna metallica su struttura in muratura presente nella parte est della stazione.
I tre binari citati sono gli unici superstiti rispetto alla configurazione dell'impianto in uso sino al 1956, quando la stazione aveva caratteristiche di scalo di diramazione. Negli anni in cui la stazione fu impiegata anche per la linea per Villacidro erano posati nell'impianto cinque binari, di cui il primo di corsa per Sorgono ed il secondo avente lo stesso ruolo per Isili e Villacidro. Un ulteriore binario passante era presente nella parte sud della stazione, in cui il tronchino per la piattaforma girevole era anch'esso passante all'epoca. Il quinto binario, tronco, serviva invece lo scalo merci della stazione, dotato di un piano caricatore ancora presente nell'area.
L'impianto è dotato di un fabbricato viaggiatori (chiuso al pubblico) a pianta rettangolare, con sviluppo su due piani più tetto a falde e cinque accessi sul lato prospiciente i binari. Un ulteriore edificio ospita le ritirate, mentre nell'area ovest dello scalo è posta un ulteriore fabbricato di servizio dismesso.

## Movimento
Dal 1997 lo scalo è utilizzato esclusivamente per le relazioni turistiche del Trenino Verde, effettuabili su richiesta delle comitive dei turisti nel corso dell'intero anno oltre che secondo un calendario tra la primavera e l'autunno, che vede la maggior frequenza di treni nel periodo estivo. Con riferimento all'estate 2017 la stazione è collegata da una coppia di corse domenicali aventi come estremi le stazioni di Mandas e Sorgono.

## Servizi
Nella stazione sono presenti una sala d'attesa ed i servizi igienici, che tuttavia non sono di norma a disposizione dell'utenza.